# Terres d'Arkel
Ne doit pas être confondu avec le Pays d'Arckel, en néerlandais  Land van Arkel
1234–1412
Entités précédentes :
- Teisterbant

Entités suivantes :
- Comté de Hollande

Terres d'Arkel était un fief des comtes de Hollande, géré par les seigneurs d'Arkel jusqu'en 1412. Son territoire s'étendait de la rivière Merwede au sud à la ville d'Everdingen d'aujourd'hui au nord, et de la rivière Linge à l'est et à la rivière Lek à l'ouest. Les lieux contemporains du territoire comprennent Leerdam, Leerbroek, Arkel, Heukelum, Asperen, Hagestein, Haastrecht et Gorinchem.

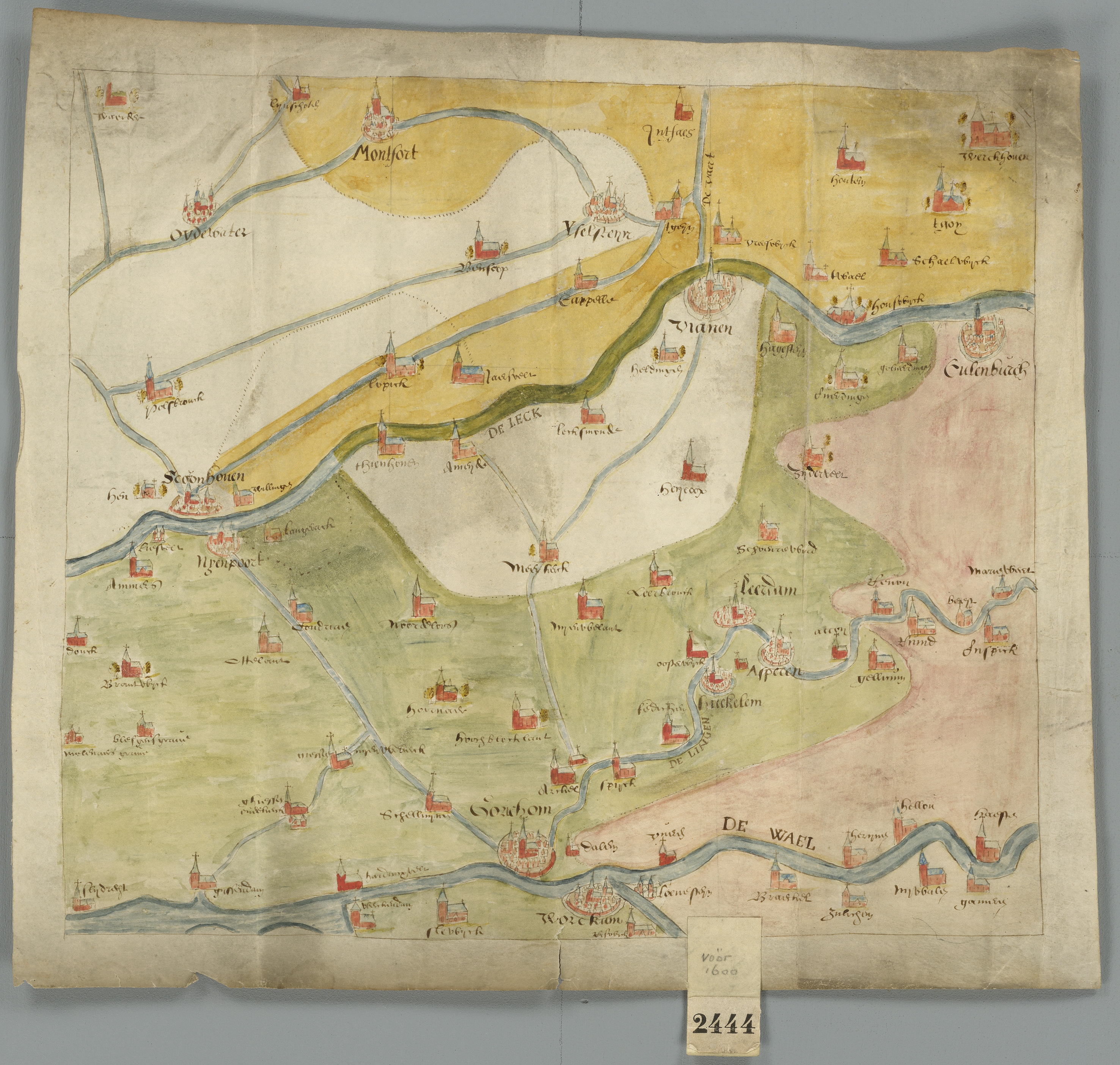
Carte des Vijfheerenlanden et des pays voisins, du XVI. En bas au centre, on y voit Gorkum/Gorinchem, puis le long du Linge indiqué DE LINGEN, Heukelum, Asperen.

## Histoire
Vers 1234-1240 Herbaren II van der Lede (nl), homme lige de la seigneurie de Ter Leede (nl), aurait déménagé à Arkel pour s'y installer. Il est l'ancêtre de la famille D'Arkel. Il a laissé la seigneurie de Ter Leede (vraisemblablement situé juste au sud de l'actuelle Leerdam) à son jeune frère Jan Ier van der Lede (nl).
Le fils d'Herbaren, Jean Ier d'Arkel (nl), est mentionné dans une chronique de 1253 comme seigneur vassal du comte de Hollande. En 1260, il acquiert Bergambacht.
Son successeur, Jean II (nl), acheta le port de Gorinchem au comte de Bentheim en 1272. Le territoire s'étendait ainsi jusqu'au Merwede, et des péages pouvaient désormais être prélevés sur le Lek et le Merwede. Un commerce florissant s'est développé à partir duquel le seigneur d'Arkel pouvait engranger d'importants revenus. Différents châteaux ont été construits, dont les plus célèbres à Asperen, Haastrecht et Gorinchem (1267). Les seigneurs résidaient généralement dans ce dernier. Jean II a dédié le château de Gorinchem en 1290 à son suzerain Florent V de Hollande, par respect pour son autorité.
Après la mort de Jean II van der Lede (nl) en 1305 sans descendance, Jean III d'Arkel hérita de la seigneurie de Ter Leede. En 1351, il y ajoute des terres sur le Lek et la cité d'Haastrecht. Othon d'Arkel a accordé les privilèges municipaux aux villes de Gorinchem, Hagestein et Leerdam en 1382. Le pouvoir des seigneurs d'Arkel était à son apogée à la fin du XIVe siècle. Le château qui se trouvait sur la rive est de la ville de Gorinchem s'appelait le Château Impérial (De Keizerlijke burcht).
Le duché de Gueldre, le comté de Hollande et le sticht d'Utrecht ont observé passivement la croissance de la puissance économique et militaire du fief. S'ensuivirent les Guerres d'Arkel (1401-1412), surtout après une dispute avec le comte de Hollande, Albert Ier de Hainaut. Jean V a pu tenir jusqu'en 1412, mais a été conduit à Vuren, où il a été fait prisonnier. Il passa le reste de sa vie emprisonné à Gouda puis à Leerdam. Son fils Guillaume a mené une révolte en 1417, mais a été tué dans les échauffourées. Le pouvoir de la famille prend ainsi fin, bien que les descendants de Marie d'Arkel, fille de Jean V, acquièrent un grand pouvoir politique en Gueldre.
Le château de Gorinchem fut démoli en 1413. Au sud des murs de la ville, un nouveau château fut construit pour les comtes de Hollande. Ce château a été rénové et agrandi en 1461 par Charles le Téméraire. En raison de l'imposante tour principale, revêtue de pierres bleues, elle fut plus tard renommée à travers le pays sous le nom de "Tour bleue" (Blauwe Toren).

## Seigneurs d'Arkel
La famille d'Arkel est mentionnée pour la première fois en 1254, probablement comme une branche des seigneurs de Ter Leede. Alors que certaines généalogies du XVIe siècle veulent retracer la lignée beaucoup plus loin dans le temps, elles sont aujourd'hui considérées comme peu fiables.
| Période                       | Nom                           | Remarques |
| ----------------------------- | ----------------------------- | --- |
| 1234 - 1253                   | Herbaren II van der Lede (nl) | Obtient les droits sur la seigneurie d'Arkel (Arcelo, Arclo).                                                       |
| 1253 - 1272                   | Jean Ier d'Arkel (nl)         | Surnommé le Fort |
| ? - 1297                      | Jean II d'Arkel (nl)          | |
| ? - 1324                      | Jean III d'Arkel              | |
| 1324-1327                     | Nicolaas d'Arkel (nl)         | Fils de Jean II; régent († 1345), a remplacé son frère Jean III, car son fils Jean IV n'était pas encore assez âgé. |
| 1326 - 1360                   | Jean IV d'Arkel               | |
| 1360 -1396                    | Othon d'Arkel                 | |
| 1396 - 1412                   | Jean V d'Arkle                | Surnommé le Stadhouder; en français le nom est bien Jean V d'Arkle et non Jean V d'Arkel.                           |
| 1406, 1407, 1er décembre 1417 | Guillaume Othon d'Arkel       | Successeur et fils de Jean V; cependant, les droits ont été récupérés par le comté de Hollande.                     |
| 1462-68                       | Adriaan van Borselen (nl)     | Était plus ou moins titulaire du titre de "seigneur d'Arkel" avec seulement l'usufruit d'Asperen.                   |

## Découvertes
En 2002, l'ancien emplacement de la cour des Arkel a été fouillée sur la Krijtstraat à Gorinchem. La fonction de cet endroit n’est pas certaine. Dans le même temps, les Arkel possédaient un château du côté est de la ville. Pour commémorer les Arkel, l'un des piliers retrouvés d'une colonnade de l'ancienne cour a été installé sous la forme d'un monument muni d'un blason faisant référence aux seigneurs d'Arkel. En 1996, à l'est de la ville, sur la Dalemsedijk (Digue de Dalem), les fondations de l'ancien château des Arkel du XIIIe siècle ont été accidentellement retrouvées lors de travaux dans le cadre de renforcement de la digue. À l'époque, ce château était aussi appelé le château impérial des Arkels par les contemporains. Comme aucune autre campagne de fouille n'était prévue, les recherches se sont limitées à un diagnostic de repérage. En 2006, à Hagestein, les fondations d'un château qui appartenait aux seigneurs d'Arkel ont été découvertes.

## Héraldique
Blasonnement :
« D'argent, à deux fasces bretessées et contre-bretessées de gueules. »